# Округ Нез Перс (Ајдахо)
Нез Перс (енгл. Nez Perce County) је округ у америчкој савезној држави Ајдахо.

## Демографија
По попису из 2010. године број становника је 39.265, што је 1.855 (5,0%) становника више него 2000. године.
| Група             | 2000.          | 2010.          |
| Белци             | 33.880 (90,6%) | 34.835 (88,7%) |
| Афроамериканци    | 105 (0,3%)     | 117 (0,3%)     |
| Азијати           | 245 (0,7%)     | 279 (0,7%)     |
| Хиспаноамериканци | 721 (1,9%)     | 1.109 (2,8%)   |
| Укупно            | 37.410         | 39.265         |